# Latécoère 17
Latécoère 17, auch Laté-17, war ein französisches Transportflugzeug, Postflugzeug bzw. Passagierflugzeug (Hochdecker) von 1924.

## Entwicklung
Als Ersatz für die bewährte Breguet 14 konstruierte Late für den Dienst bei der werkseigenen Lignes Aiennes Latecoere die Late 17.
Diese Maschine war ein Ganzmetall-Kabinenflugzeug für vier Passagiere und aus Duraluminium gefertigt. Als Antrieb im Typ Laté-17-1R diente ein 220 kW (300 PS) leistender Renault-12-Fe-Motor.
Der Erstflug erfolgte im Jahre 1924. Die insgesamt 23 gebauten Maschinen kamen auf der Route Toulouse – Perpignan – Marseille sowie auf einigen Linien in Nordafrika zum Einsatz.

## Technische Daten
| Kenngröße             | Daten Laté-17-3J                        |
| --------------------- | --------------------------------------- |
| Baujahre              | 1924–1927                               |
| Hersteller            | Latécoère                               |
| Konstrukteur          | Pierre-Georges Latécoère                |
| Besatzung             | 1                                       |
| Passagiere            | 4                                       |
| Länge                 | 9,38 m                                  |
| Spannweite            | 14,60 m                                 |
| Höhe                  | 3,58 m                                  |
| Flügelfläche          | 37,60 m²                                |
| Flügelstreckung       | 5,7                                     |
| Leermasse             | 1407 kg                                 |
| Startmasse            | 2724 kg                                 |
| Höchstgeschwindigkeit | 177 km/h                                |
| Dienstgipfelhöhe      | 3750 m                                  |
| Reichweite            | 600 km                                  |
| Triebwerk             | 1 × Gnome-Rhône 9Aa mit 380 PS (279 kW) |